# Fabrice Jeannet
Fabrice Jeannet (n. 20 octombrie 1980, Fort-de-France, Martinica) este un fost scrimer francez specializat pe spadă, laureat cu trei medalii olimpice, inclusiv două de aur. A fost campion mondial la individual în 2007 și campion european pe echipe în 2008.

## Carieră sportivă

### Primii ani
Fabrice Jeannet s-a născut în Martinica, un departament de peste mări al Franței care i-a și produs pe campionii de scrimă Maureen Nisima și Jean-Michel Lucenay. El s-a apucat de scrimă la vârsta de patru ani în orașul său natal, la clubul AEF, împreună cu fratele său cel mai mare, Jérôme, cu care a devenit ulterior campion olimpic pe echipe. Părinții lor erau ei înșiși scrimeri—mama lui a fost vicecampioană a Franței în categoria veterani. Primul său antrenor a fost Jean-Marie Grubo.
În anul 1997 Fabrice l-a urmat pe Jérôme la centrul de pregătire pentru juniori de la Reims, în Franța metropolitană. În același an, a cucerit prima sa medalie internațională, un bronz la turneul de la Bonn pentru cadeți. Două sezoane mai târziu a fost selectat la INSEP, un centru de pregătire național pentru sportivi de performanță, și s-a legitimat la clubul de scrimă din Châlons-en-Champagne. În 2000 a devenit campion mondial junior la individual și pe echipe. Datorită acestui rezultat, s-a alăturat echipei naționale de seniori. 

### 2001–2004
La Campionatul Mondial din 2001, prima sa participare la o competiție de aceasta anvergură, a cucerit două medalii de bronz, la individual și pe echipe. Înălțimea mare, stilul creativ și talentul precoce i-au atras comparații cu campionii francezi Philippe Riboud și Éric Srecki. În anul următor a ajuns în finală, unde a fost bătut de campionul olimpic în exercițiu, rusul Pavel Kolobkov. S-a făcut remarcat pentru fair play-ul său, când a repus în joc prima tușă a meciului pe care arbitrul i-a dat-o din greșeală. La aceeași competiție a cucerit titlul mondial pe echipe, primul dintr-o serie de trei. În sfârșit, a devenit campion mondial la individual în anul 2003, după ce l-a învins pe ucraineanul Maksîm Hvorost în finală.
La Jocurile Olimpice din 2004 de la Atena a ajuns în sferturile de finală, unde a pierdut la o tușă cu conaționalul său Érik Boisse. La proba pe echipe, Franța, avându-l și în componență pe Jérôme Jeannet și Ulrich Robeiri, a trecut de Statele Unite, apoi a învins Germania la o tușă. Delegația Franței a câștigat în fața Ungariei în finală, scorul fiind 43–32, aducând lui Fabrice Jeannet prima sa medalie olimpică. Spadasinii francezi au fost porecliți ulterior „Invincibilii”, câștigând opt titluri la rând în competiții mari (Jocurile Olimpice și Campionatele Mondiale) din 2004 până în 2011.

### 2004–2008
La Campionatul Mondial din 2005, a ajuns în finală, unde a fost învins din nou de Pavel Kolobkov. După înfrângerea sa, și-a exprimat într-un interviu jurnalului L'Équipe omagiul față de adversarul său: „Da, eu îl admir pe el. Este frumos de văzut când trage și eficient. Este o plăcere pentru mine să-l înfrunt pe el, chiar dacă nu l-am bătut niciodată (…) Sunt fericit de educația pe care părinții mei mi-au dat-o. Mi-au insuflat niște valori: respectul față de oameni, politețea, onestitatea. Sunt destul de mândru de rezultat.” A fost dat ca exemplu de René Roch, președintele Federației Internaționale de Scrimă, și a primit trofeul „Challenge Chevalier Feyerick” al Federației „pentru declarațiile sale de presă, care au răspândit valorile scrimei: spiritul cavaleresc și educația”.
După două sezoane slabe, s-a calificat in extremis la Jocurile Olimpice din 2008 de la Beijing ca membru al echipei Franței. La proba individuală a trebuit să tragă în tabloul de 64, fiind clasat pe locul 27. Primul meci cu kirghizul Serghei Kaciurin a fost unul crâncen și dificil din punct de vedere fizic — niște jurnaliști francezi l-au descris ca „o luptă în noroi” și ca „o luptă stradală”. A câștigat la limită, scorul fiind 15–14. Meciul următor cu americanul Weston Kelsey a fost mai ușor, dar Jeannet s-a rănit la încheietura mâinii înarmate și a evoluat apoi cu un bandaj la mână. A trecut de canadianul Igor Tikhomirov în optimile de finală, apoi de sud-coreeanul Jung Jin-sun. Astfel a ajuns în semifinală, unde a trecut de maghiarul Gábor Boczkó. În finală l-a întâlnit pe italianul Matteo Tagliariol. După ce a condus cu 3-2, s-a prăbușit la 8-3 împotriva unui adversar care a aplicat aceeași tactica ca și a lui: să se retragă până la sfârșitul planșei înainte de a contraataca. În cele din urma a fost învins, scorul fiind 9–15. Vizibil dezamăgit pe podium, a declarat: „O medalie de argint este o medalie de înfrângere. A pierde în finală sau a pierde în turul întâi al unui turneu cu 64 de competitori, este același lucru.” Totuși, directorul tehnic al FIE, Ioan Pop, i-a descris astfel performanța: „M-a încântat Fabrice Jeannet cu caracterul ludic și diversitatea loviturilor sale câștigătoare.” La proba pe echipe, echipa Franței a învins Venezuela și Italia, apoi a câștigat în finală cu Polonia, obținând astfel o a doua medalie de aur la rând.

### După Beijing
După Olimpiada din 2008, ajuns la vârsta de 27 de ani, Jeannet a pus punct carierei. A revenit parțial asupra deciziei în 2009, alăturându-se clubului „Rodez Aveyron”. Participă numai la competiții naționale. Cu Rodez a fost campion național pe echipe din 2012 până în 2015.

## Viață personală
A absolvit Institutul Universitar Tehnic (IUT) din Montreuil cu specializarea în conceperea sistemelor informatice. A lucrat ca dezvoltator informatic, apoi a devenit, cu fratele său, antrenor al unei echipe de jucători profesioniști de poker.

## Distincții
- cavaler al ordinului Legiunii de Onoare (2004)
- ofițer al Ordinului Național de Merit (2009)[17]

## Legături externe
- Materiale media legate de Fabrice Jeannet la Wikimedia Commons
- Prezentare Arhivat în 14 ianuarie 2015, la Wayback Machine. la Confederația Europeană de Scrimă
- Rezultate olimpici Arhivat în 4 iunie 2009, la Wayback Machine. pe Sports Reference